# Swedex-arrest
Het arrest Kücükdeveci/Swedex, of kortweg Swedex-arrest is een uitspraak van het Europees Hof van Justitie van 19 januari 2010 (zaak C-555/07) inzake de opzegtermijn bij ontslag in het Duitse arbeidsrecht en het beginsel van non-discriminatie op grond van leeftijd.

## Casus
Mevrouw Kücükdeveci is 28 jaar oud en ruim 10 jaar in dienst bij Swedex als ze ontslag krijgt aangezegd.
In de wettelijke regeling is de opzegtermijn afhankelijk van de lengte van het dienstverband, waarbij het tijdvak tot het 25e levensjaar niet wordt meegeteld (§ 622, lid 2 BGB). Ondanks een tienjarig dienstverband met normaliter een opzegtermijn van vier maanden, geldt voor haar een opzegtermijn van slechts één maand.
Werkneemster doet een beroep op het gemeenschapsrecht, in het bijzonder het beginsel van non-discriminatie op grond van leeftijd in de arbeidsverhouding.

## Procesgang
Bij het Arbeidsgericht Mönchengladbach wordt werkneemster in het gelijk gesteld. In hoger beroep komt de zaak bij het Landesarbeitsgericht Düsseldorf, die het Europees Hof van Justitie verzoekt om een prejudiciële beslissing.

## Rechtsvragen
- Is de kortere opzegtermijn op basis van leeftijdsdiscriminatie in strijd met het gemeenschapsrecht? (Ja.)
- Directe werking?

## Uitspraak Hof
- Een dergelijke wettelijke bepaling is in strijd met het gemeenschapsrecht, nl. in strijd met het beginsel van non-discriminatie op grond van leeftijd.
- Dat een nationale rechter indien nodig elke met dit beginsel strijdige nationale regeling buiten beschouwing moet laten. Dus doorwerking van het gemeenschapsrecht.